# Eugeniusz Ksol
Eugeniusz Stanisław Ksol (ur. 7 maja 1933 w Chorzowie) – polski piłkarz i trener piłkarski. 
Urodził się w Chorzowie, w śląskiej rodzinie, do 12. roku życia mówił po niemiecku, na język polski przeszedł w latach szkolnych. Karierę piłkarską zaczynał w Ruchu Chorzów, jako 18-latek uczestniczył w zdobyciu tytułu Mistrza Polski w 1953 r., ale zagrał tylko w jednym meczu. Następnie odbywał tzw. służbę wojskową, czyli grę w wojskowych klubach, najpierw w Legii Warszawa, gdzie nie grał w pierwszym zespole, a potem w Zawiszy Bydgoszcz. Z tego klubu przeszedł do drugoligowej wtedy Pogoni Szczecin, z nią się związał, zdobył miejsce w podstawowym składzie zespołu  i zamieszkał na stałe w Szczecinie.
Uczestniczył w pierwszym awansie Pogoni do I ligi i grał w jej inauguracyjnym, pierwszym meczu w najwyższej klasie rozgrywkowej w 1959 r. Grał na pozycji lewego obrońcy. Karierę piłkarską zakończył w 1965 r. i od razu został trenerem rezerw Pogoni, a w 1967 r. uzyskał formalne uprawnienia trenerskie, zaś w 1972 r. tytuł trenera I klasy. 
Trzykrotnie był trenerem pierwszego zespołu Pogoni Szczecin: po raz pierwszy w 1970 r. (przez pierwsze półrocze), potem przez niemal trzy lata - w sezonach 1982/83, 1983/84 i 1984/85 (do marca), wreszcie od wiosny do jesieni 1989 r. Pod jego kierownictwem zespół osiągnął swoje najlepsze wówczas wyniki w historii. W 1971 r., kiedy to po kilkumiesięcznym pełnieniu obowiązków pierwszego trenera Ksol był drugim trenerem (pierwszym był Czech Karel Kosaŕ), Pogoń zajęła najwyższe do tego czasu, 4. miejsce w lidze. Wynik ten powtórzyła pod kierownictwem Eugeniusza Ksola w sezonie 1982/83, a w następnym sezonie po raz pierwszy w historii klubu zajęła miejsce na podium (3. miejsce) i awansowała do Pucharu UEFA. Eugeniusz Ksol prowadził Pogoń w 117 meczach w I lidze i do niego przez wiele lat należał klubowy rekord pod tym względem - przewyższył go dopiero w 2021 r. Kosta Runjaić.
Poza Pogonią Szczecin nie prowadził klubów pierwszoligowych. W pierwszej połowie lat siedemdziesiątych pracował w USA i z drużyną Chicago Lions zdobył puchar kraju. Dwukrotnie też prowadził drużynę Stilonu Gorzów i dwa razy wywalczył z nią awans do II ligi (w 1978 r. i w 1986 r., po odejściu z Pogoni). Prowadził też kluby niższych lig z obszaru Pomorza Zachodniego.
Karierę trenerską zakończył, przechodząc na emeryturę, w 1996 r.